# Dret patrimonial
Els drets patrimonials són aquells que es reflecteixen sobre el patrimoni i són aptes per a satisfer necessitats valorables en diners. Els drets patrimonials són una classificació dins dels drets subjectius, són susceptibles de tenir un valor econòmic, i es contraposen als drets extrapatrimonials. Els drets patrimonials se subdivideixen en els drets reals —sobre béns—, els drets personals —sobre crèdits—, i els drets intel·lectuals —sobre propietat intel·lectual.